# Antoni Fisas

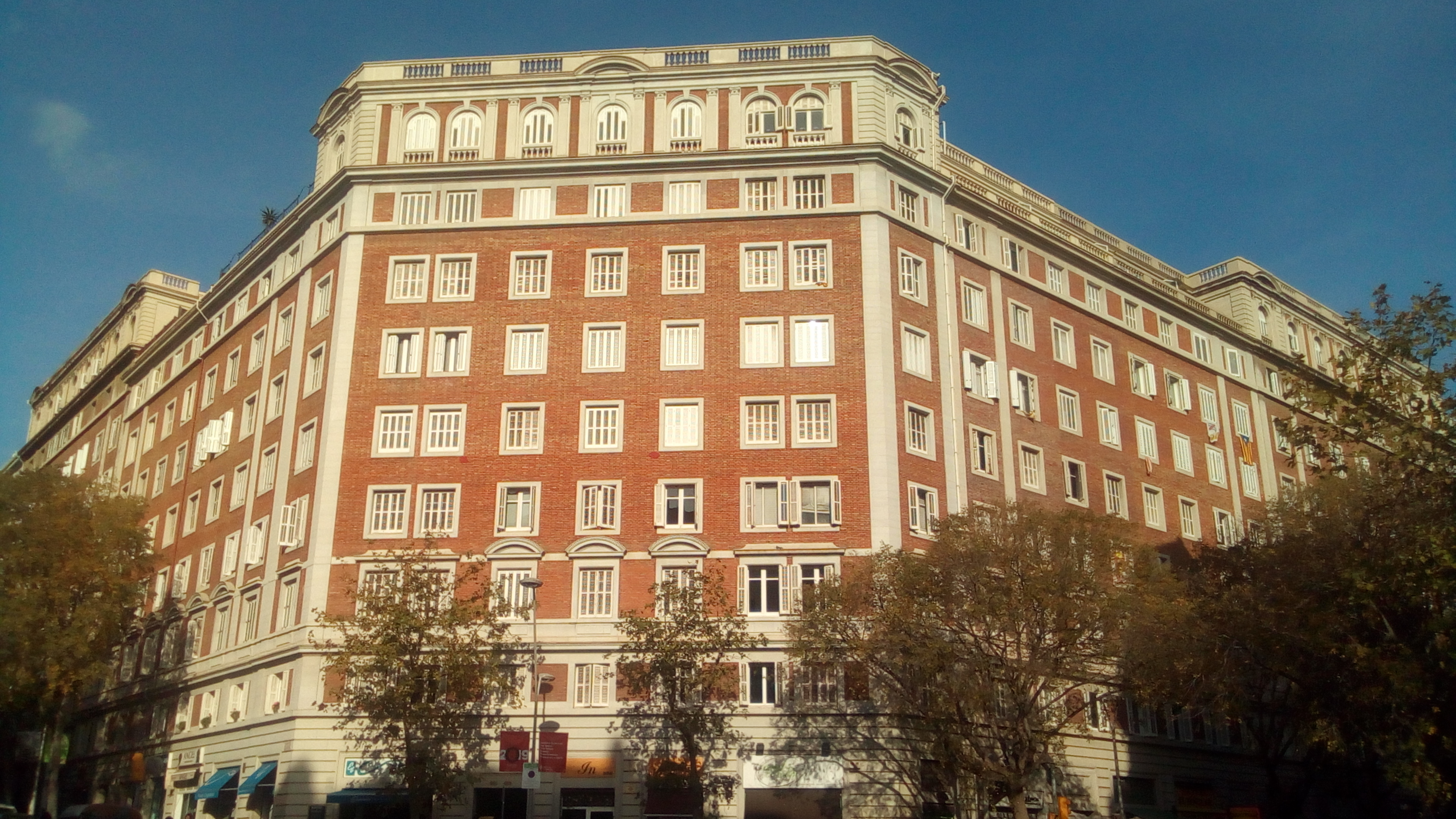
Edificio Bloc Clip (1949-1953), de Antoni Fisas y Raimon Duran i Reynals, Barcelona

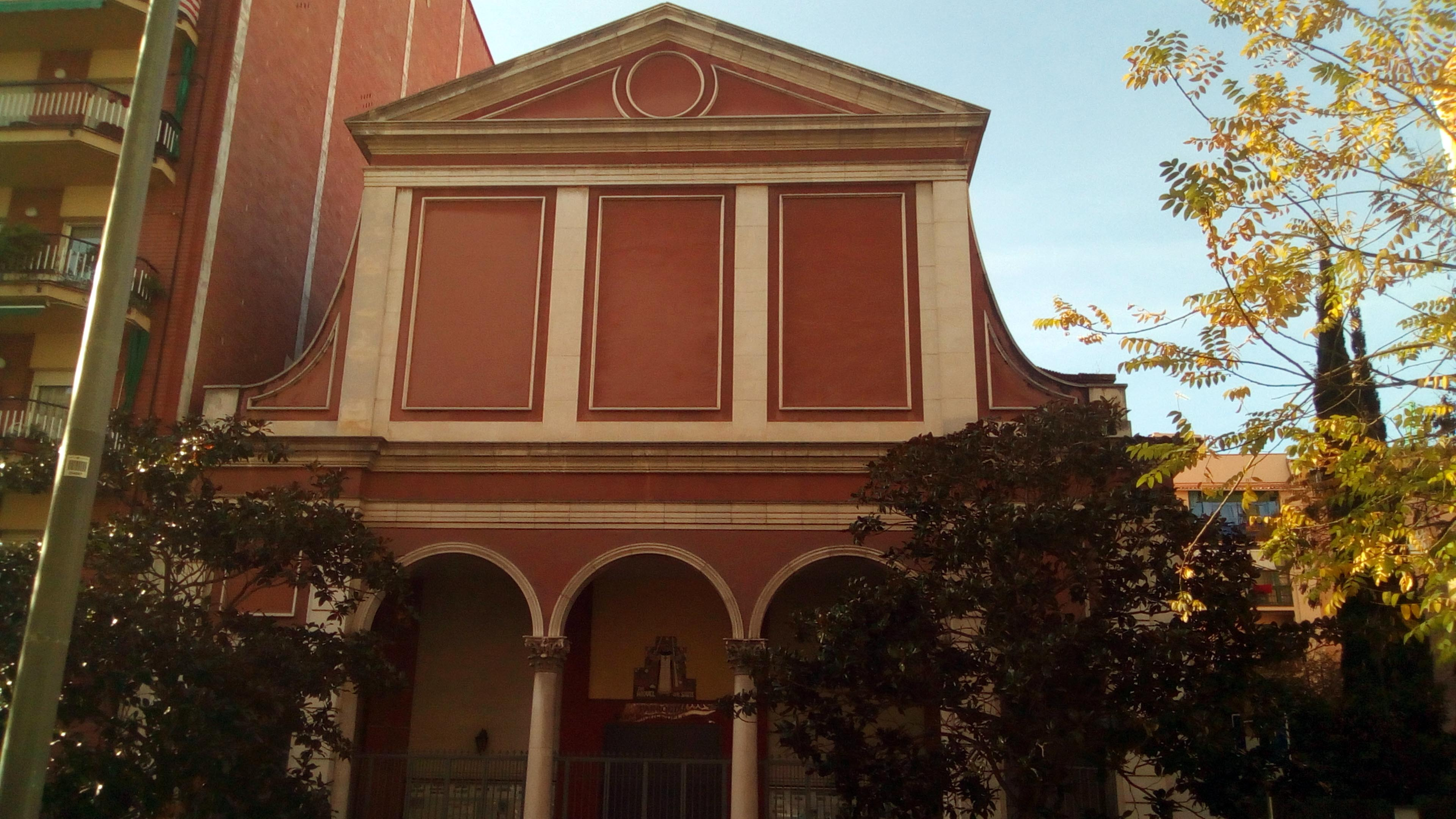
Iglesia de San Miguel de los Santos (1950-1963), de Antoni Fisas y Eugenio Cendoya, Barcelona

Antoni Fisas i Planas (Barcelona, 1896-ibidem, 1953) fue un arquitecto español. Se inició en el novecentismo, antes de incursionar en el racionalismo. Fue miembro del GATCPAC entre 1932 y 1937. Posteriormente volvió a un estilo clasicista heredero del novecentismo inicial.

## Biografía
Estudió en la Escuela Técnica Superior de Arquitectura de Barcelona, donde se tituló en 1923. En 1931 construyó un edificio de viviendas en la calle Rector Ubach 19 de Barcelona. Al año siguiente elaboró el proyecto de iglesia parroquial de Nuestra Señora del Pilar en Barcelona (calle de Casanova 175), cuya construcción se inició en 1940; sin embargo, en 1947, cuando solo se había construido la cripta, las obras fueron paralizadas debido a su elevado coste. Finalmente se construyó un colegio sobre la cripta, inaugurado en 1966.
En 1932 se afilió como socio numerario al GATCPAC (Grupo de Arquitectos y Técnicos Catalanes para el Progreso de la Arquitectura Contemporánea). Este grupo abordó la arquitectura con voluntad renovadora y liberadora del clasicismo novecentista, así como la de introducir en España las nuevas corrientes internacionales derivadas del racionalismo practicado en Europa por arquitectos como Le Corbusier, Ludwig Mies van der Rohe, Walter Gropius y J.J.P. Oud. El GATCPAC defendía la realización de cálculos científicos en la construcción, así como la utilización de nuevos materiales, como las placas de fibrocemento o la uralita, además de materiales más ligeros como el vidrio.
En 1933 edificó el Sanatorio Antituberculoso de Puig d'Olena en San Quirico Safaja. En 1935 realizó con Gabriel Amat el Hospital de la Esperanza en Barcelona (calle de San José de la Montaña 12). Al año siguiente adaptó un convento en escuela del CENU (c/ Larrard 13). En 1939 construyó un chalet en la carretera de Esplugues 73 de Barcelona.
En 1943 fue autor de la iglesia de San Ginés en Vilasar de Dalt, de un clasicismo novecentista cercano a las loggie florentinas del Renacimiento, con una fachada con nártex de tres arcos de medio punto con capiteles corintios rematado por un frontón triangular.
En 1946 diseñó el edificio de la sede social de Antonio Puig S.A. de perfumes y cosméticos, en la Travesera de Gracia 9 de Barcelona, derribado en 2016.
Entre 1949 y 1953 construyó con Raimon Duran i Reynals el edificio Bloc Clip (Córcega 571-597 / Lepanto 334-348 / Industria 122-136 / Padilla 301-317), que ocupa toda una manzana del Ensanche, en un estilo sobrio heredero del novecentismo, elaborado en piedra y ladrillo visto.
Entre 1950 y 1963 construyó con Eugenio Cendoya la iglesia de San Miguel de los Santos en Barcelona (C/Escorial 163), un edificio de estilo paladiano con un porche de arcos de medio punto entre columnas de orden corintio, coronado por un frontón triangular.
En 1954 realizó el santuario de la Virgen del Remedio en Castillo del Remei (Penellas, Lérida), decorado interiormente con pinturas de Josep Obiols. Es un templo de un clasicismo italianizante que recuerda los inicios novecentistas del arquitecto.